# Paillasson
Pour le fromage québécois, voir paillasson de l'Isle d'Orléans.
Pour le sportif, voir Émeric Paillasson.

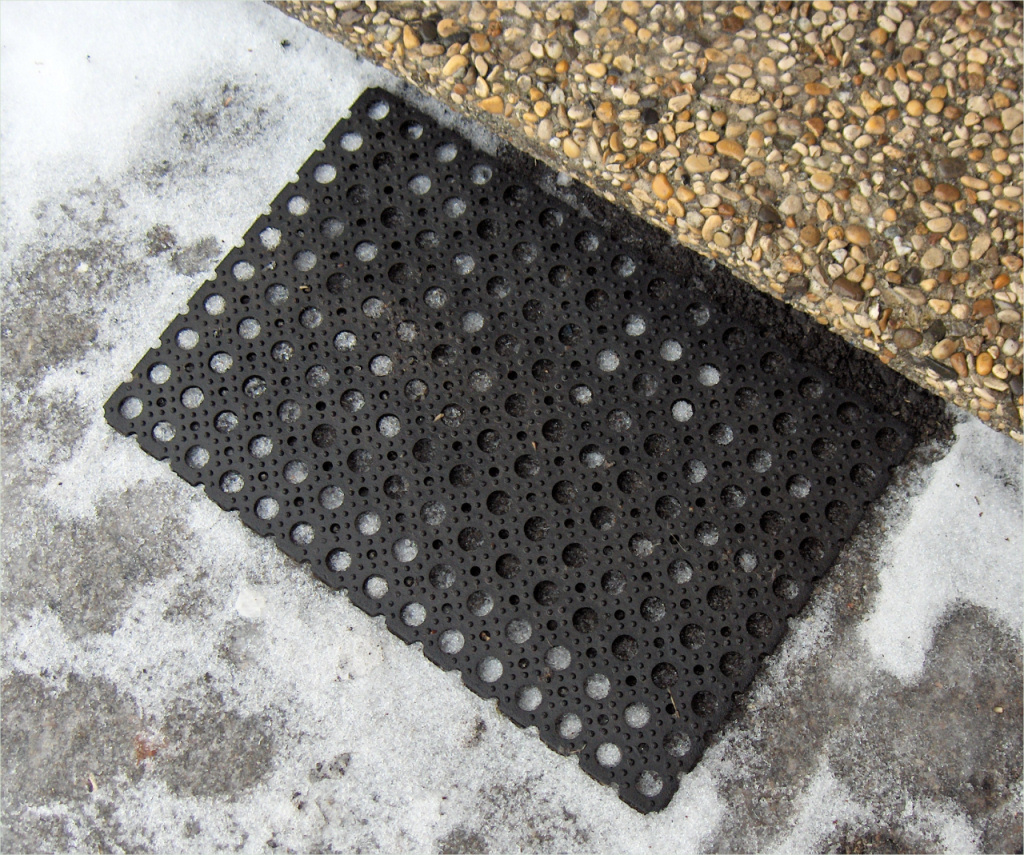
Paillasson en plastique.

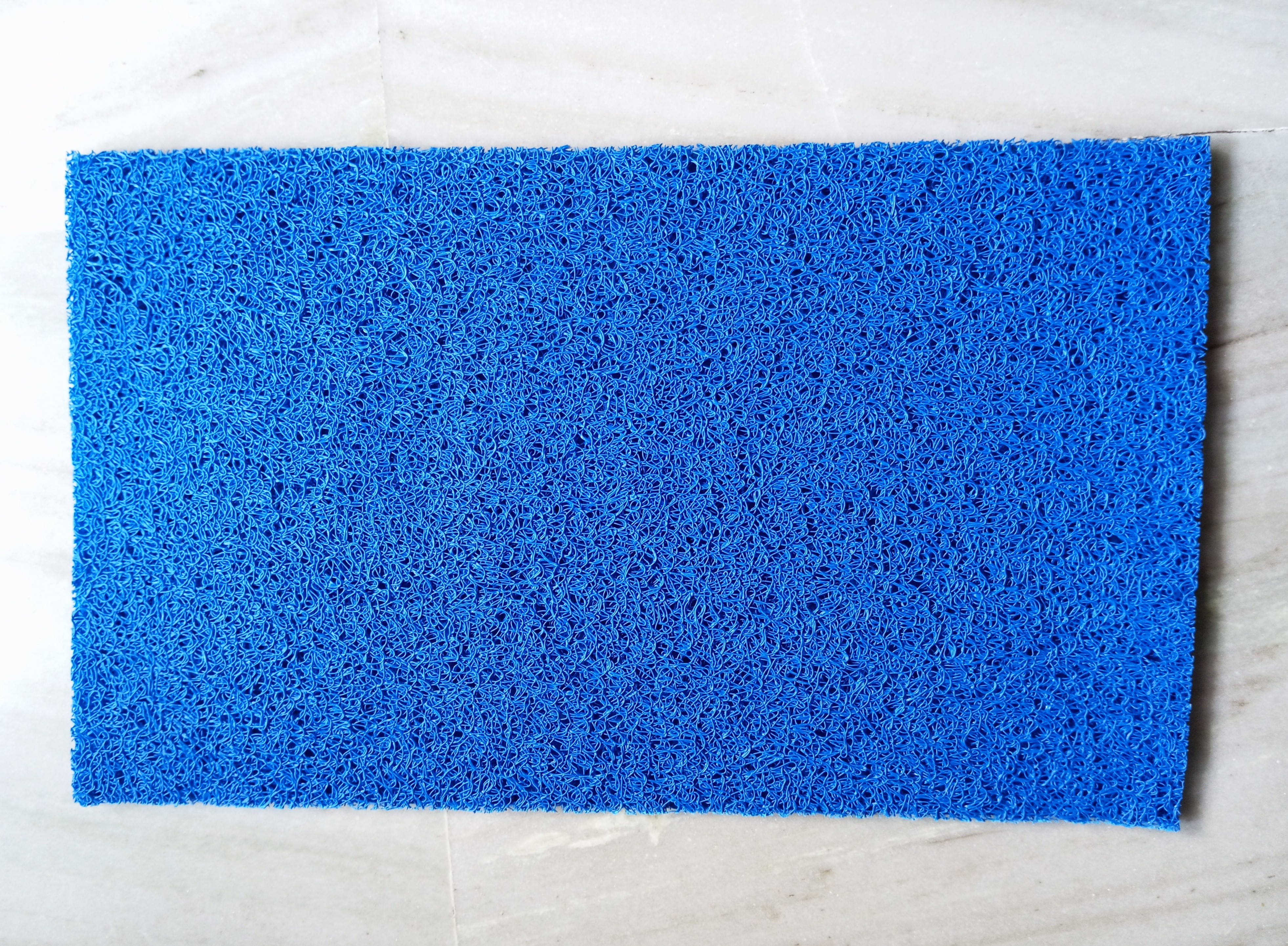
Paillasson en plastique, Kolkata, India

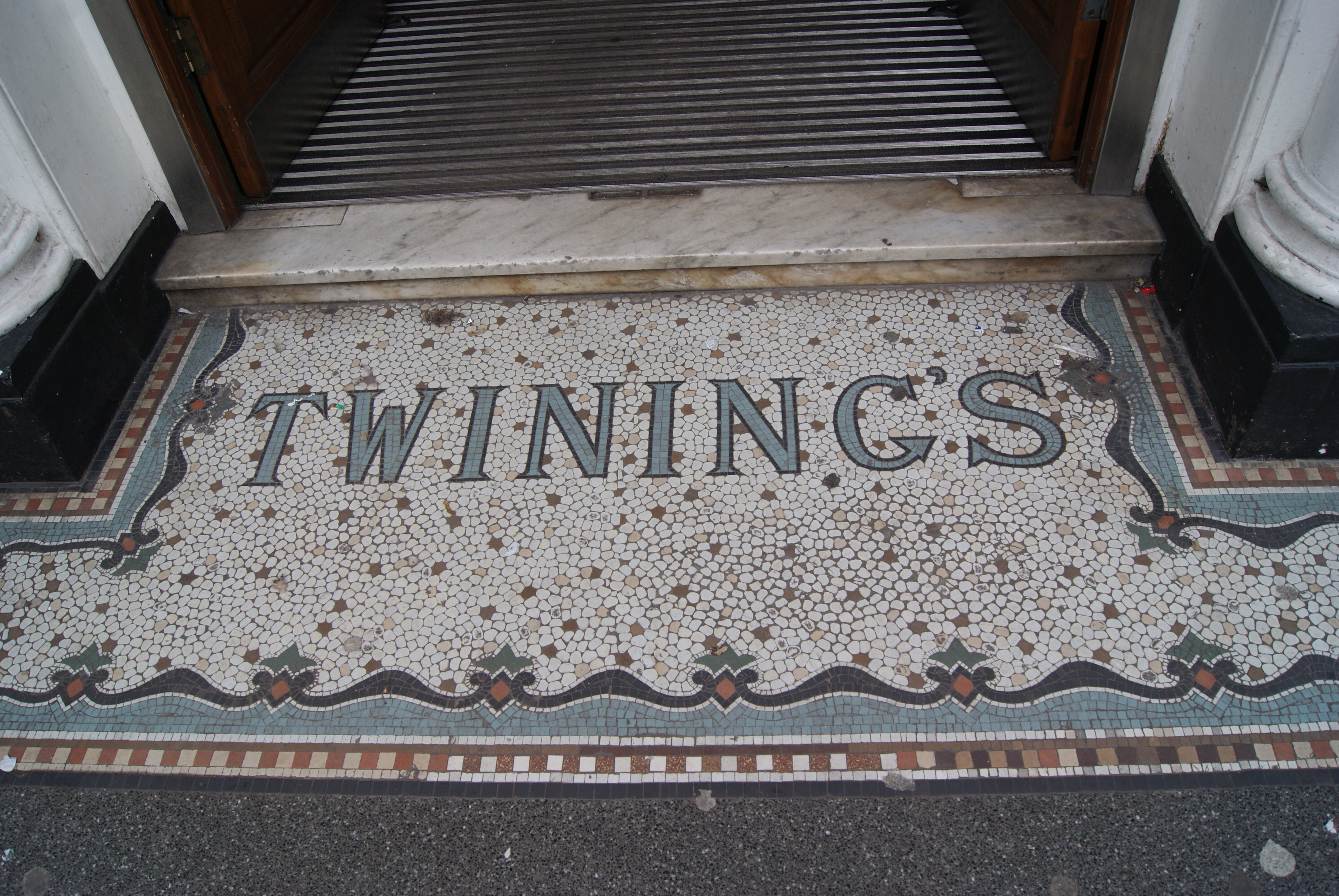
Paillasson en mosaïque au seuil d'une boutique.

Un paillasson (ou essuie-pied(s), spécialement pour les grand modèles utilisées dans les halls d'immeubles ou les entrées de magasins) est un objet à l'origine de paille tressée, plus récemment en tissu ou en matières plastiques, placé le plus souvent devant la porte d'entrée des logements afin que les personnes y pénétrant puissent y essuyer leurs chaussures. Le tapis-brosse en est un type particulier.
Il peut désigner aussi la mosaïque qui marque l'entrée d'une boutique et qui se situe quelquefois sur le trottoir, l'entrée d'une pièce d'habitation antique, d'un hôtel particulier, d'un immeuble.

## Tapis-brosse

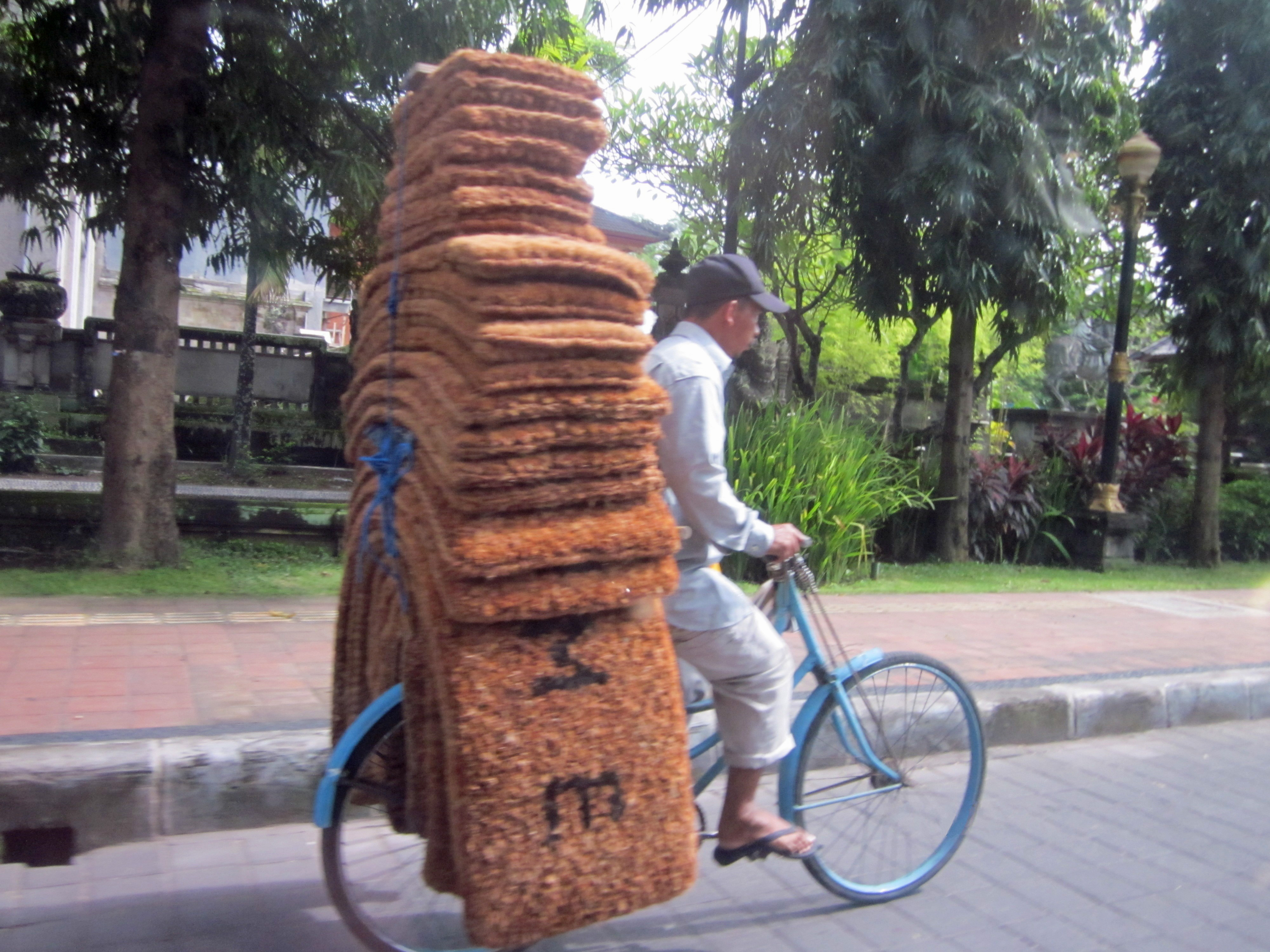
Transport de tapis-brosses en fibre de coco (Indonésie, 2011).

Le tapis-brosse est un tapis à poils durs destiné à essuyer les semelles des chaussures pour ne pas salir le sol lorsqu'on vient de l'extérieur.
C'est un article de sparterie en  fibres dures : alfa (spart) ou  fibre de coco, plus résistante et imputrescible.
Traditionnellement les tapis-brosses sont fabriqués sur des métiers à tisser à velours. Ils sont maintenant produits de plus en plus souvent selon une nouvelle technique, d'origine française[réf. souhaitée], brevetée le 24 mars 1965 par la société BTB, Benoît le Tapis Brosse, qui consiste à implanter directement la fibre qui constitue la brosse du tapis dans une semelle plastique en PVC gélifiée par la chaleur (polymérisation). Les rouleaux ainsi fabriqués en 2 m de large peuvent ensuite être découpés à toutes formes et dimensions.

## Décoration

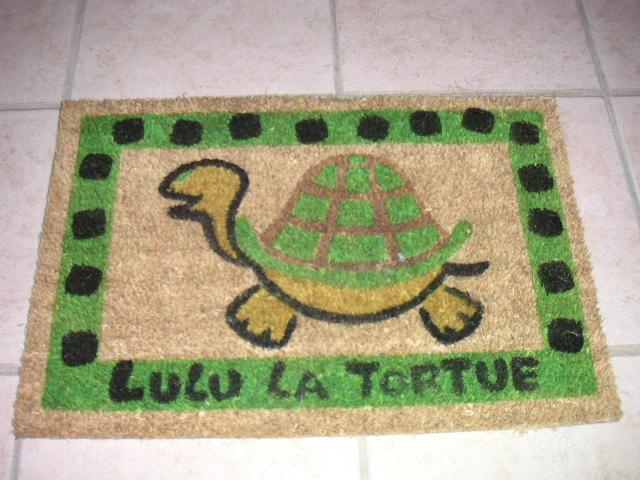
Paillasson décoré.

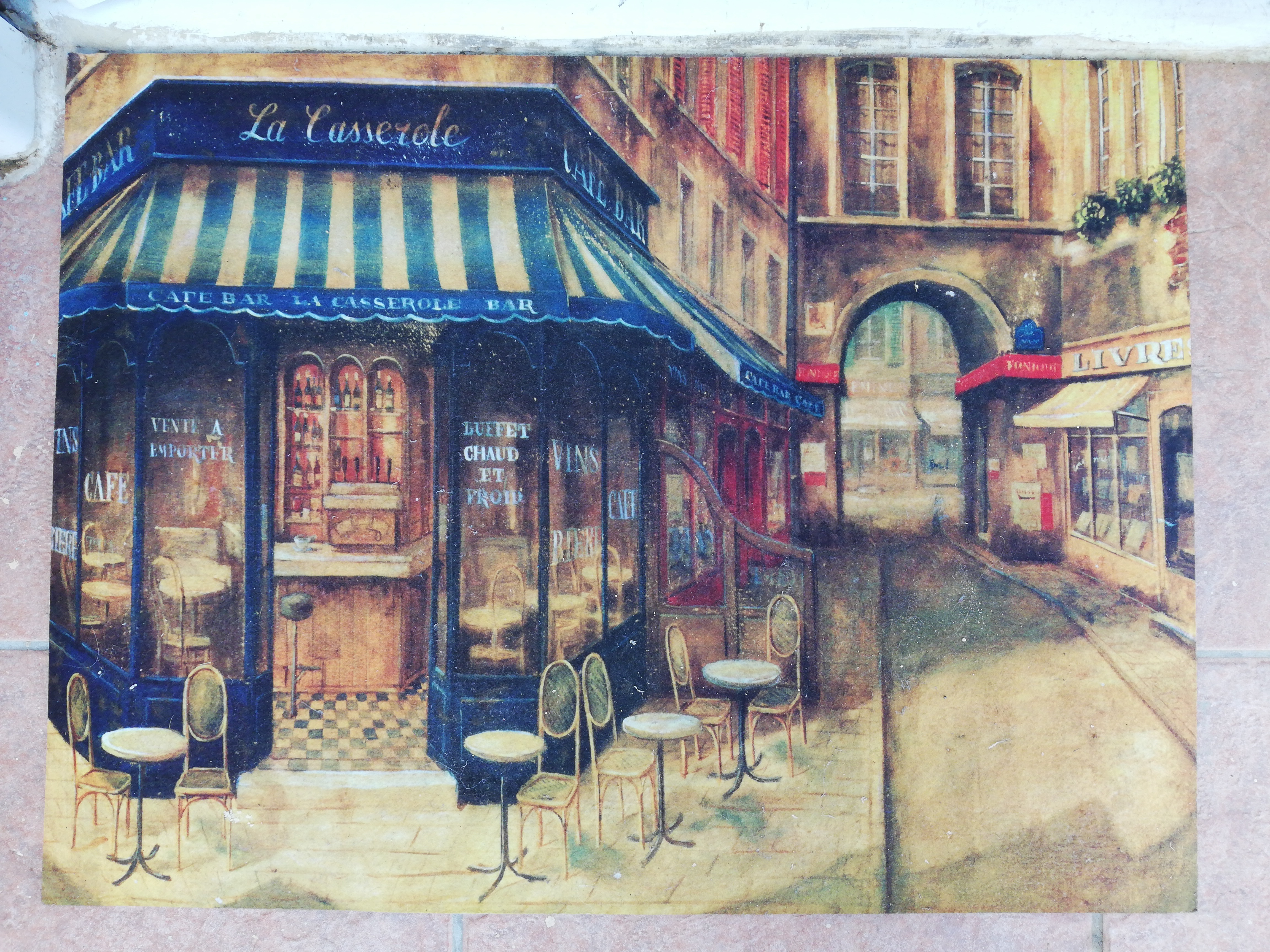
Paillasson ras représentant une rue de Paris, France

Les paillassons ont parfois ajouté à leur utilité première, pratique, pour devenir des bannières portant des inscriptions plus ou moins amusantes (ex: Bienvenue) ou des objets visiblement purement décoratifs: paillassons aux couleurs vives, aux dessins emplis de détails (alors qu'ils sont censés n'exister que pour être salis) ou paillassons devant des portes d'appartement (alors qu'il y en a déjà un pour l'immeuble par exemple). Ils symbolisent dès lors le passage entre des espaces publics, semi-privatifs ou privatifs.

## Expressions
- « Mettre la clé sous le paillasson » : fermer définitivement une entreprise, partir définitivement d'une maison.
- « Être un paillasson » (grossier, injurieux) : se dit d'une femme avec qui les hommes ont des rapports sexuels sans égard pour elle[3].
- « Être un paillasson » (imagé, injurieux) : Peut également se dire d'un homme qui se plie à n'importe quelle injonction, même si cela est contraire à sa propre éthique.